# Горошко, Василий Моисеевич
Василий Моисеевич Горошко (род. 1 февраля 1940, д. Селище, Пинский район, Пинская область) — Герой Социалистического Труда (1978), кандидат сельскохозяйственных наук (1976), почётный гражданин Пинского района.

## Биография
Работал на целине, среднюю школу окончил во время службы в Советской Армии (посещал занятия в вечерней школе). В 1967 году окончил экономический факультет Белорусской сельскохозяйственной академии.
В колхозе «Оснежицкий» работал главным экономистом, а затем был назначен главным агрономом колхоза и заместителем председателя колхоза.
В 1976 году защитил кандидатскую диссертацию.
Затем работал председателем отсталого колхоза — им. М. Горького Пинского района, где урожайность в тот момент была 10 центнеров с гектара. И вскоре колхоз также стал передовым, а производство валовой животноводческой продукции к 1989 году увеличилось в 10 раз.
Являлся членом республиканского Совета по вопросам развития агропромышленного комплекса при кабинете Министров Республики Беларусь.
С 1997 по 2005 гг. работал директором Пинского государственного гидромелиоративного техникума. При нём техникум был переименован в «Пинский государственный аграрно-технический колледж им. А. Е. Клещева». В 2001 году там была открыта специальность «Ремонтно-обслуживающее производство в сельском хозяйстве», а в 2002 г. к колледжу присоединили «Пинский учебный центр Министерства сельского хозяйства и продовольствия».
Потом возглавил Пинский филиал Белорусской государственной сельскохозяйственной академии.

## Награды
- Медаль «Серп и Молот»
- Три ордена Ленина
- Орден Трудового Красного Знамени
- Золотые и серебряные медали ВДНХ